# Timebelle
A Timebelle egy svájci zenés csoport Bernből, melynek jelenlegi tagjai Miruna Mănescu vokalista, Samuel Forster dobos és a több hgangszeren is játszó Emanuel Daniel Andriescu. A csoportnak régebben tagja volt Rade Mijatović akkordos, Christoph Siegrist gitáros és Török Sándor basszus gitáros. A csoport eredetileg egy ötfős fiúbanda volt, melynek tagjai a Berni Egyetem hallgatói voltak. Nem sokkal ezután Mănescu csatlakozott hozzájuk fő énekesként, akit a szintén román Mihai Alexandru producer hozott oda. A csapat neve a  Zytglogge-ból származik, ami Bern egyik legnagyobb nevezetessége. Bár a csapat Svájcban alakult meg és  most is ott van a központjuk, tagjai Romániából, Szerbiából és Magyarországról származnak Svájc mellett.
Ők képviselték Svájcot a 2017-es Eurovíziós Dalfesztiválon Apollo című dalukkal, mellyel a második elődöntő 12. helyét érték el. Korábban már megpróbáltak eljuktni a dalfesztiválra, mikor 2015-ben "Singing About Love" című számukkal próbálkoztak, de végül másodikkak lettek a svájci előválogatón.

## Tagok

### Jelenlegi
- Miruna Mănescu – vezető vokalista (Romániából)
- Samuel Forster – dobos (Svájcból)
- Emanuel Daniel Andriescu – szaxofonos, klarinétos, zongorás (Romániából)

### Egykori tagok
- Rade Mijatović – akkordos (Szerbiából)
- Christoph Siegrist – gitáros (Svájcból)
- Török Sándor – basszus (Magyarországról)

## Diszkográfia

### Kiegészítő dalok
| Cím       | Részletek                                                                           |
| --------- | ----------------------------------------------------------------------------------- |
| Desperado | - Megjelent: 2015. október 10. - kiadó: Saját kiadás - Formátum: Digitális letöltés |

### Kislemezek
| "Singing About Love"                                                                                       | 2015 | —  | Nem albumos kislemez |
| "Desperado"                                                                                                | 2015 | —  | Desperado            |
| "Are You Ready?"                                                                                           | 2015 | —  | Desperado            |
| "Apollo"                                                                                                   | 2017 | 37 | Nem albumos kislemez |
| "Come Around"                                                                                              | 2017 | _  | Non album single     |
| "Heartache" (featuring Soundland)                                                                          | 2018 | _  | Non album single     |
| "Tócame" (featuring SunStroke Project)                                                                     | 2018 | —  | Non-album single     |
| "Movin On" (featuring Soundland)                                                                           | 2019 | _  | Non album single     |
| "Black Sea"                                                                                                | 2019 | _  | Nem albumos kislemez |
| "Beautiful People" (Alizé Oswalddal )                                                                      | 2020 | _  | Nem albumos kislemez |
| "Rápido" (Alejandro Reyesszel)                                                                             | 2020 | _  | Nem albumos kislemez |
| "—" azt jelzi, hogy az adott kislemez nem került fel a sikerlistára, vagy az adott területen nem adták ki. |      |    |                      |